# Ritratto di Enrichetta Maria con il nano Jeffrey Hudson
Questo ritratto si presenta come uno dei primi ritratti della regina Enrichetta Maria. La regina, moglie di Carlo I, aveva all'incirca ventiquattro anni quando fu ritratta in questa tela. Van Dyck ci presenta la sovrana vestita con un vestito blu da caccia e con un grande cappello nero dal quale pende una piuma bianca. Sulla sua sinistra, adagiata su un tendaggio color oro, trova posto una corona, simbolo dell'autorità regale del personaggio ritratto. Dietro alla regina, una colonna ed una pianta di arancio in fiore. La pianta d'arancio era probabilmente stata fatta arrivare dalla Francia, terra natale di Enrichetta Maria, e costituisce un chiaro rimando alla purezza ed alla castità, essendo simbolo dei frutti del Paradiso. A destra della regina figura il suo nano preferito, Jeffrey Hudson (1619–1682), che all'epoca doveva avere all'incirca quattordici anni. Il nano era stato "donato" alla regina da George Villiers, duca di Buckingham ed era diventato suo inseparabile compagno di divertimento, proprio come la scimmia su cui la regina tiene appoggiata una mano. Gli animali esotici erano all'epoca molto diffusi nelle principali corti d'Europa e venivano importati oppure erano regalati da sovrani stranieri. Hudson rimase al servizio della regina sino al giorno del suo arresto, per aver ucciso un uomo in un duello.

## Altri dipinti di van Dyck raffiguranti la regina

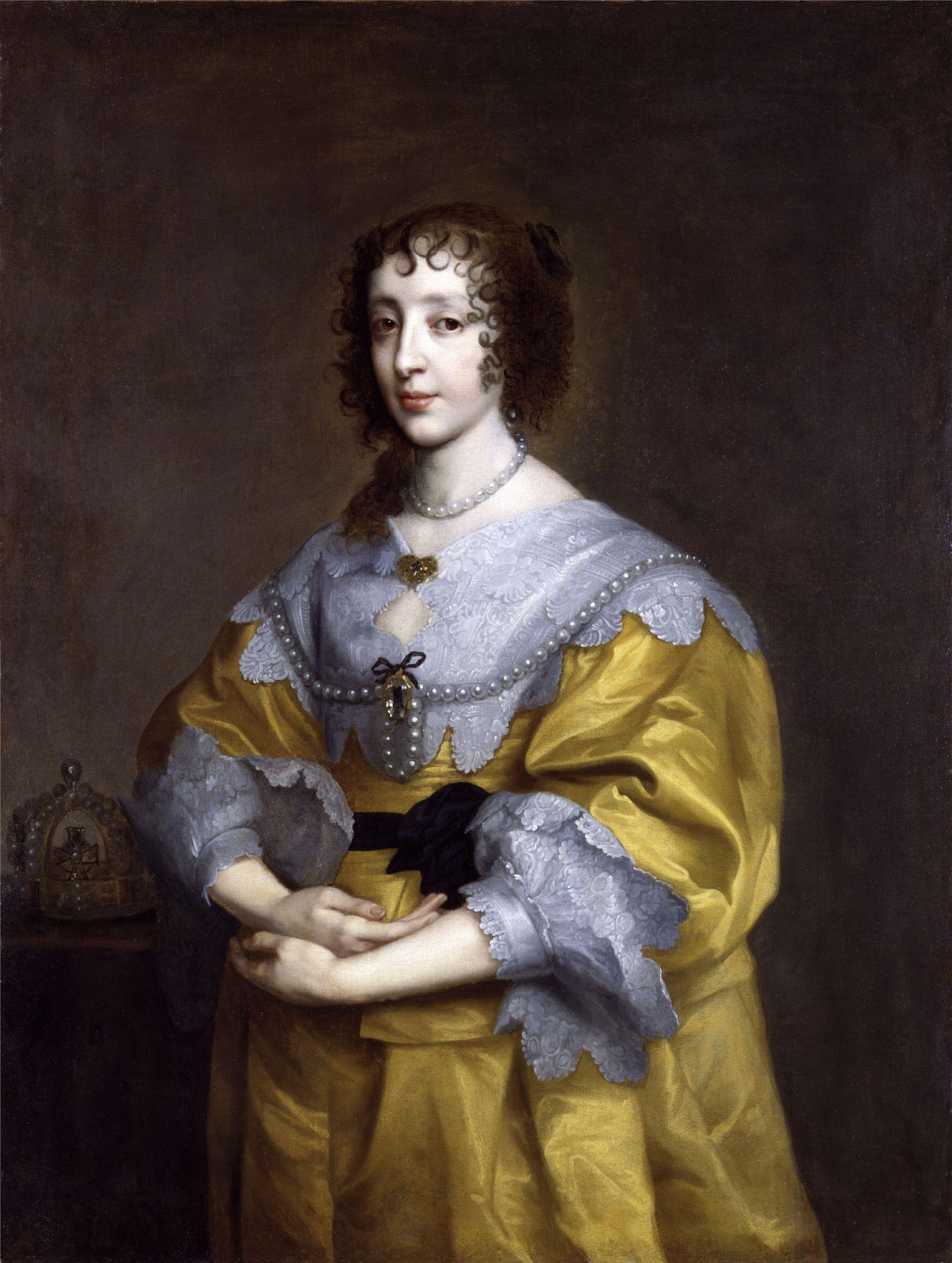
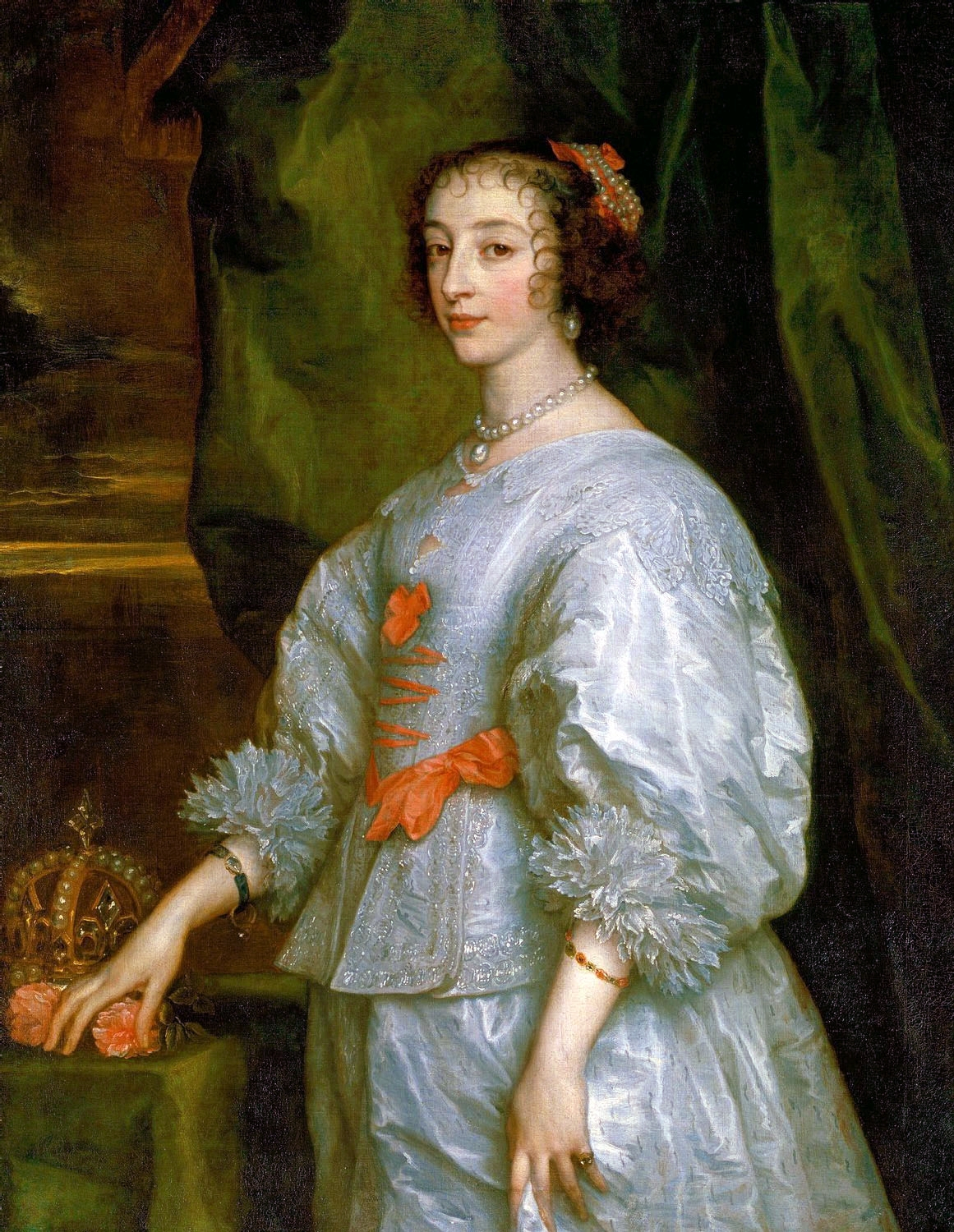